# Хуан Цзунсюнь
Хуан Чжун-синь — тайваньский актёр театра и кино, который также сделал карьеру в гонконгском кино.

## Биография
Уроженец провинции Хубэй, убеждённый антикоммунист, бежал от коммунистов на Тайвань, где начал карьеру в театре, а затем в кино. В 1963 году женился на актрисе Чао Чао, в 1964 году поступил на студию Shaw Brothers в Гонконге. Снимался там во многих фильмах жанра уся. После своего ухода из SB в 1972 году всё ещё работал в нескольких гонконгских постановках с боевыми искусствами, включая Кулак ярости, Путь дракона и Инспектор каратэ.
Погиб в ДТП, управляя своим мотоциклом, в 1976 году.

## Избранная фильмография
Снялся почти в семидесяти фильмах, в том числе:
- 1964 г.: Скала влюбленных с Ченг Пей-пей
- 1967 г.: Однорукий меченосец, с Цзяо Цзяо
- 1967 г.: Операция "Помада " с Ченг Пей-пей .
- 1968 г.: Серебряная лиса с Лили Хо
- 1969 г.: Товарищи по мечу с Чинг Пинг
- 1970 г.: Железный Будда : Сяо Тянь-цзун
- 1971 г.: Месть снежной девушки, с Ли Цзин
- 1971 г.: Леди-профессионал с Лили Хо
- 1972 г.: 14 амазонок с Лизой Лу
- 1972 г.: Кулак ярости с Норой Мяо
- 1972 г.: Путь дракона с Норой Мяо
- 1973 г.: Акробатическое кунг-фу против чёрной банды с Анджелой Мао
- 1973 г.: Инспектор каратэ, с Цзяо Цзяо
- 1973 г.: Ян Сзе ужас Брюса Ли, без Брюса Ли
- 1973 г.: Камикадзе каратэ, с Джеки Чаном
- 1973 г.: Крестница Чёрного Дракона, с Цзяо Цзяо
- 1974 г.: Кровавое кольцо с Хелен Ма